# المقامات اللزومية
المقامات اللزومية هي خمسون مقامة كتبها السرقسطي الأندلسي (ت 538 هـ الموافق 1143 م) معارضًا بها مقامات الحريري. في هذه الحكايات، بطل الرواية هو محتال (أهل الكدية) يُدعى أبا حبيب، ويروي مغامراته المنذر بن حمام، إذ سمعها تشير إلى السائب بن تمام، صديق أبي حبيب، وكثيرًا ما كان ضحية لخدعه. اكتُشفَت المقامات في المكتبة العربية الأراغونية في عام 1762.

## الوصف
تتبع المقامات اللزومية نهج بديع الزمان الهمذاني والحريري، غير أن السرقسطي جعل أربعًا من مقاماته تدور في الأندلس، وقليل منها في الهند والصين، والباقي في بقية أرجاء العالم الإسلامي. إن السرقسطي عند إنشائه للمقامات اللزومية كان محاصرًا - كغيره - بهذا الشكل من التعبير، مشدودًا إلى التقاليد الفنية لهذا الجنس الأدبي صياغة ومحتوى، لاسيما وأن (الموروث قويّ في حضور الذاكرة). فمقامات السرقسطي (المستوفية العدد) نص متكامل التزم فيه مؤلفه مكونات جنس المقامة بخلاف سابقيه من مقاميي بلده الذين لم يتجاوز عملهم - أحيانًا - المقامة الواحدة، هي أميل إلى الأجناس الأخرى (الرسالة، والرحلة) منها إلى هذا الضرب من الأدب.

## المخطوطات
وجد أستاذ اللغة العربية حسن الوراكلي في جامعة أم القرى بمكة المكرمة، 7 مخطوطات للمقامات اللزومية في ست مواقع:
1. مخطوطة في خزانة فيض الله أفندي في إسطنبول
2. مخطوطتان في خزانة لاله لي في إسطنبول
3. مخطوطة في مكتبة الفاتيكان
4. مخطوطة في مكتبة برلين
5. مخطوطة في خزانة القرويين في فاس
6. قطع بسيطة في المكتبة الوطنية الفرنسية[3]

## نص المقامة الأولى
| المقامات اللزومية | قال حدثنا المنذر بن حمام قال: حدث السائب بن تمام قال: إني لفي بعض البلاد وقد أقبلت من الطريف والتلاد استافَ الأرضَ واذرعَ الطولَ والعرضَ، افتلَّ الدهرُ في الذرِّ والغاربِ، وارقب منه كلَّ شارقٍ وغاربٍ، قد أفردني حتى الأملُ، ونابذني حتى السعي والعملُ، عبرَ سفارٍ ونضوٍ مهامه وفقارٍ، ولا صاحبَ على طول الاغترابِ إلا رقراقٌ آلٌ وسرابٌ، إذ دفعتُ إلى أباطحَ وجارِعٍ ومسارحَ ومشارعَ، فاجلتُ الطرفَ في نورٍ وزهرٍ، وأحلتُ العيشَ على جدولٍ أو نهرٍ، وإذا بلمةٍ كالنجومِ يترامون من الكؤوسِ بالرجومِ، يتهللون طلاقةً ويتبذلون خلافةً، قد نبذوا الوقارَ واستحلوا العقارَ، واستنفذوا العينَ والعقارَ، وعوضوا من المسكِ الدنَّ والقارَ، تنمُّ عن شمائلهم الرياضُ، وتخجلُ من إيمانهم الحياضُ، قد غفلوا عن العواقبِ ولم يشعروا بالزمانِ المراقبِ (يحيون بالريحانِ يوم السباسبِ) وينتمون إلى أكرمِ المناصبِ والمناسبِ، قد لفهم الشبابُ في برودةٍ، وروأهم من سلسله وبروده، يتنقلون جنياتِ اللحمِ ويجرون فضولَ الريطِ واللحمِ والكأسِ، قد تمشت في المفاصلِ فما ترى غير مساعدٍ أو مواصلٍ، قد نزلوا من الأرضِ وهادا، وافترشوا الروضَ مهاداً، وإذا أمامهم شيخٌ رائعُ السبلاتِ، ضخمُ العضلاتِ، يصغون إلى حديثه ويفتنون بقديمه وحديثه، فهو يعللهم من خبره بطرفٍ، ويهدي إليهم منه أنديا تحفٌ، وطرفٌ يحبب إليهم البطالةَ، فما يملون منه إسهاماً ولا أطالةً. فملتُ إلى منتدأهم وكنتُ الذي حيأهم وفدأهم، فقالوا: كرمٌ رائعٌ ومجدٌ ضائعٌ، ونضوٌ هازلٌ وضيفٌ نازلٌ، وابتدر الشيخُ فقال: خبرٌ ذائعٌ، وحديثٌ شائعٌ، وخبٌ هازلٌ، وعودٌ نازلٌ، من أين بالشعثِ؟ ويا استعب! كلا أمريك أشدُّ وأصعبُ، لقد اجترأتَ على الملوكِ وتخللتَ نظمَ السلوكِ، وركبتَ المهالكَ وتوغلتَ المسالكَ، هل عندك من معزيةٍ يا هذيلُ، فإنك ما شئتَ من عذيقٍ أو حذيلٍ؟ أنى وأنتَ أخو الصعاليكِ؟ سموتَ إلى ذوي الرتبِ والمماليكِ. فقلتُ: مهلاً أيها الشيخُ، مهلاً، وهلا مرحباً بك وأهلاً، أن ترني وقد نفذ زادي وصفر مزادي، وطفيء شهابي وخلق أهبي، وخشنَ أديمي ونفر عني صاحبي ونديمي، فلقد فتنتُ الكواعبَ وذللتُ المصاعبَ، وارضيتُ الأمالَ وتسوغتُ الأمالَ، وبذلتُ الخطيرَ ووصلتُ الشطيرَ، واكرمتُ النزيلَ ووهبتُ الجزيلَ، وسحبتُ فضلَ الذيلِ وأرسلتُ طرفي بين الخول والخيل، وقدتُ الجيادَ ومتعتُ القيادَ، ثم لم يكن إلا أن تقلبتْ أحوالٌ، وتعاقبتْ سنونٌ وأحوالٌ، ذهبتْ بالحديثِ والقديمِ، وأثرتْ في الصميمِ والاديمِ، فبدلتُ من النعيمِ البوسَ، ومن البشرِ القطوبَ والعبوسَ، وعوضتُ من العذبِ المجاجِ بالملحِ الاجاجِ، ومن الأعزازِ بالإذلالِ، ومن الإكثارِ بالإقلالِ، فابتدر الشيخُ يفديني بأبنائه، ويهديني بهنائه، ويقول: إنه لكما قال، ومن أين لعاثرٍ أن يقال؟ أنا أعرفُ آباءه وأجداده، وشهدتُ جموعه وأعداده، طالما ركبَ السريرَ ولبسَ الحريرَ، وصبتْ إليه الكعابُ وانقضتْ دونه الكعابُ، وخضعتْ لجده الأملاكُ، وكان به القوامُ والملاكُ، لقد أطاعتِ الاندادُ، وأجابته الأعدادُ، ودوخَ البلدانَ، فذلَّ كلُّ له ودانَ، فيالك من دهرٍ لا يبقى على أحدٍ، ولا ينقى على مستأنسٍ، وخدٌّ يعنى بالقريبِ والبعيدِ، ويولعُ بالشقيِّ والسعيدِ، ومن حقِّ ذلك الفضلِ أن توصلَ أسبابهُ، وترفعَ قبابهُ، ويصانَ مذالهُ، ويحلى جيده وقذالهُ، وانتم يا بني الأكارب وذوي الهمم والمكارم، رفُّوا للأفاضلِ واعطفوا بالفواضلِ، وارحموا عزيزاً ذلَّ، وكثيراً قلَّ، ومترياً أدقع، وحائماً على موردكم وقع، فكلٌّ خلع ما عليه، وألقى بما عنده إليه، وخلع عني تلك الأسمالِ، وجاء بما شاء وشئت من كسوةٍ ومالٍ، فملأ اليمينَ والشمالَ، واستقبلَ الجنوبَ والشمالَ، ثم قال: اللهم يا رافعَ الإعدامِ، وجامعَ الندامِ، وعالمَ الخفياتِ، وميسرَ الحقَّياتِ، وملطفَ الأسبابِ، ومؤلفَ الأحبابِ، متعهم بالمسراتِ والحبراتِ، والحفهم بالمروطِ والحبراتِ، وافضُ عليهم جدواك، وزحزح عنهم بلواك، واحرسهم عن الغيرِ ولا تجعلهم عظةً للأمثالِ والسيرِ، وارسل عليهم من ستركَ مديداً، وخذ بهم من أمركَ شديداً، وقال لي: خذها إليك، وإذا كنت معك فلا عليك، فسرنا وقد ظل العشاءُ، وسقط عليه العشاءُ، يقودني زعمٌ إلى أسرتهِ، ويحادثني عن يسرهِ وعسرتهِ، وجعل يومي ويشيرُ، ويقول: هناك العددُ والعشيرُ، كلُّ له خولٌ طاعتهُ، ولكَ عليَّ أمرةٌ مطاعةٌ، فسرتُ حتى دنا بي إلى خيامٍ ومعشرٍ نيامٍ، فقال: امكثْ هاهنا قليلاً حتى أريك جليلاً، واكشف لك من أمري عجيباً، وأقودك سابحاً أو نجيباً، تحلُّ من متنِ هذا في أنيقٍ، وتسمو من ذروةِ ذاك على نيقٍ، ثم تتبوأ القصرَ المشيدَ، وتخلفَ المأمونَ والرشيدَ، فتخلل تلك الخيامَ، ويوقظ النيامَ، فما شعرتُ إلا بالقومِ وقد أخذوني باللومِ من المنتابِ والطارقِ، ولعله الخائنُ البارحةِ والسارقِ، وإلا كفَّ ولا تكفَّ، واليمينُ تصفعُ، والشمالُ لا ترفعُ، ولا قولَ لي يسمعُ، ولا أنا في الحياةِ أطمعُ، حتى طردوني عن حمأهم، ورموا بي إلى مرمأهم، لا أقلب طرفاً ولا أقرر خوفاً، والشيخ مع ذلك يرميني بسهامي، ويعجب من صبيه وجهامي، ويذكرني بالعهدِ، ويقول: ما أحوجك إلى المهدِ، ثم انصلتُ عني انصلاتاً، وولى انسراباً وانفلاتاً، وهو ينشد: دع بي الدهر لو تجيب ياحبذا السامع المجيبكم تصحب الدهر بالأمانييغرك الطرف والنجيبفخذ حديثًا عن اللياليفكل أنبائها عجيبالمجد فوز الفتى بحظ فما تميم وما تجيبيارب خدن تركت يوما وحظه الوجد والوجيبمجدلاً في التراب يدعى منه سميع فلا يجيب فعلمت أنه الشيخ أبو حبيب فقلت: «ما لداءٍ كيده من طبيب» | المقامات اللزومية |

.